# Maria Emilia Araújo

Maria Emilia Rosa Rodrigues Araújo (Angra do Heroísmo, 7 de abril de 1991) é um modelo portuguesa que foi coroada Miss Universo Portugal 2015. Representou Portugal no concurso Miss Universo 2015.  Com o feito, disputou a 64ª edição do Miss Universo, realizado em 20 de dezembro de 2015 no The AXIS, no Planet Hollywood Resort and Casino, em Las Vegas, Nevada, nos Estados Unidos, mas não obteve classificação.